# Eriocaulon luzulifolium
Eriocaulon luzulifolium là một loài thực vật có hoa trong họ Cỏ dùi trống. Loài này được Mart. mô tả khoa học đầu tiên năm 1832.